# 친족 (대한민국 민법)
이 문서는 대한민국 민법의 친족에 관한 규정에 대하여 설명한다.
친족(親族)이란 혈연관계에 있거나 혼인으로 맺어진 사람 중에서 일정한 범위 내의 사람을 말한다. 1990년 이전에는 친족의 범위를 부계 8촌, 모계 4촌 이내의 혈족과 남편의 그러한 혈족, 아내의 부모로 규정하여 남녀 간의 차별이 극심했는데, 이는 소위 유복친(有服親)의 개념에 근거한 것이었다. 그러나, 현재는 부계와 모계, 남편과 아내를 구분하지 않고, 친족의 범위를 8촌 이내의 혈족, 4촌 이내의 인척, 배우자로 정하고 있다.(제777조)
친족관계는 출생, 혼인, 입양, 인지에 의해 발생하고, 혼인의 취소와 이혼(배우자와 사별한 경우에는 재혼), 입양의 취소와 파양 등에 의해서 소멸된다.
친족은 혈족, 인척, 배우자로 나뉜다.

## 혈족
혈족(血族)은 혈연관계에 있는 사람을 말한다. 혈족에는 자연혈족과 법정혈족이 있다.

### 자연혈족
자연혈족(自然血族)은 부모, 자녀, 형제자매와 같이 출생에 의해 자연적인 혈연관계가 생긴 사람을 말한다. 다만, 혼인 외의 출생자와 생부와의 관계는 인지를 하여야만 법적으로 혈족으로 인정된다.(제855조)

### 법정혈족
법정혈족(法定血族)은 자연적인 혈연관계는 없으나 법률에 따라 자연혈족에 준하는 취급을 받는 혈족을 말한다. 현행 민법상 법정혈족은 입양으로 인한 친족관계가 유일하다. 1990년 이전에는 그 외에도 계모자(繼母子), 적모서자(嫡母庶子)의 관계를 인정하였으나, 계모자, 적모서자는 가부장제의 색채가 짙고 친권 행사에서 사실상 신뢰가 약하여 폐지되었다.
양친자 관계는 입양에 관한 당사자(양부모와 양자)의 의사를 기초로 성립하는 친족관계로, 양자와 양부모 및 그 혈족·인척 사이의 촌수와 친계는 입양한 때로부터 혼인 중의 출생자와 동일한 것으로 보며, 양자의 배우자·직계비속과 그 배우자는 양자 친계를 기준으로 촌수를 정한다.(제772조) 입양으로 인한 친족 관계는 입양의 취소 또는 파양으로 종료한다.(제776조)

## 배우자
배우자(配偶者)란 혼인으로 결합한 남녀 사이에서 그 한쪽의 다른 한쪽에 대한 관계를 말한다. 배우자는 서로 촌수가 없다.
민법은 법률혼주의(法律婚主義)를 채택하고 있기 때문에 혼인신고를 하여야만 배우자 관계가 발생하고, 혼인의 취소와 이혼 등에 의해 그 관계가 소멸한다. 따라서, 사실혼 부부는 가사심판법에 의한 확정심판이 없는 한 법률상의 친족이 아니지만, 법령에 따라 특별한 규정을 두어 배우자에 준하여 취급하는 예가 있다.

## 인척
인척(姻戚)은 배우자의 한쪽과 다른 한쪽의 친족 사이의 관계를 이르는 것으로, 현행 민법에서는 혈족의 배우자, 배우자의 혈족, 배우자의 혈족의 배우자로 규정하고 있다.(제769조) 인척의 촌수는 배우자의 혈족에 대하여는 배우자의 그 혈족에 대한 촌수에 따르고, 혈족의 배우자에 대하여는 그 혈족에 대한 촌수에 따른다.(제771조) 인척관계는 혼인의 취소 또는 이혼으로 인하여 종료하며, 배우자와 사별한 경우에는 생존한 배우자가 재혼한 때에 종료한다.(제775조)

## 친계
친계는 혈통의 연결관계를 말한다. 친계는 "직계와 방계", "존속과 비속"으로 나뉜다.

### 직계친·방계친
직계친(直系親)은 부모와 자녀, 조부모와 손자녀처럼 친족 상호 간의 혈통이 상하로 직통하여 이어지는 관계를 말하며, 방계친(傍系親)은 형제자매, 숙부, 고모, 외숙, 이모와 같이 공동시조를 통해 이어지는 관계를 말한다.

### 존속친·비속친
존속친(尊屬親)은 부모 또는 그와 같은 항렬(行列)이거나 그보다 높은 항렬에 속하는 친족을 말하며, 비속친(卑屬親)은 자녀 또는 그와 같은 항렬이거나 그보다 낮은 항렬에 속하는 친족을 말한다. 존속친에는 부모·조부모 등의 직계존속과 숙부·숙모 등의 방계존속이 있으며, 비속친에는 자녀·손자녀 등의 직계비속과 조카 등의 방계비속이 있다. 자기와 같은 항렬에 속하는 친족(예. 형제자매, 종형제자매 등)은 존속친도, 비속친도 아니다.

## 촌수
촌(寸)이란 친족관계의 긴밀도를 재는 척도이므로 친족 사이가 어느 정도 가까운지 먼지는 촌수에 의해 표시된다. 즉, 촌수(寸數)가 적을수록 근친간(近親間)임을 의미한다. 촌수는 '친등'(親等)이라고도 하며, 배우자 사이에는 촌수가 없다.
촌수를 계산하는 방법에는 계급등친제(階級等親制)와 세수등친제(世數等親制)가 있다. 대한민국 민법은 세수등친제를 채택하고 있다. 방계친족 사이는 가장 가까운 공동 시조에서 각자에 이르는 세대수를 각각 계산하여 그 합계를 촌수로 정한다. 예를 들면, 형제 사이의 촌수를 정할 때에는 본인부터 부모까지의 1세수와 부모부터 형제까지의 1세수를 더하여 2촌으로 한다. 이러한 방법은 자연혈족, 법정혈족 및 인척에 모두 동일하게 적용된다.
촌수 자체가 친족의 호칭으로 대용되기도 하는데, 그 범위는 3~8촌이다. 숙부를 '삼촌', 종형제를 '사촌'이라고 하는 것이 그 예이다.

## 효과
일반적으로 친족이라 하더라도 그 사이가 멀고 가까움에 따라 법률상 인정하는 효과에는 상당한 차이가 있다. 즉, 친족 일반에 모두 인정되는 효과와 일정한 범위의 친족에 한해서 인정되는 효과가 있다.  친족 관계에 있는 자 사이에 인정되는 민법상의 중요한 효과로는 부양 의무, 상속, 혼인금지 등을 들 수 있다. 또한 형법상으로 형벌이 감면 또는 가중되는 특별한 효과를 갖는다. 형법 감면의 예로는 범인은닉죄, 증거인멸죄, 재산죄 등이 있고, 가중되는 예로는 존속살해죄 그리고 존속상해죄 등이 있다. 그리고 소송법상으로도 어느 일방과 친족 관계에 있는 법관의 재판을 거부할 수 있으며, 친족이 관련된 사건에 대해서는 증언을 거부할 수 있다. 이 밖에도 많은 특별법에 친족의 효과가 규정되어 있다.